# Copa Mundial de Fútbol Americano de 1999
La Copa Mundial de Fútbol Americano de 1999 fue el primer campeonato mundial de fútbol americano. Seis países compitieron, entre ellos no estuvo Estados Unidos ya que fue miembro de la IFAF sólo desde 2002. 

## Países participantes
- México
- Japón
- Suecia
- Australia
- Finlandia
- Italia

## Fase de grupos

### Grupo A

#### Posiciones finales
| Equipo    | PJ | G | P | E | PF  | PC  |
| --------- | -- | - | - | - | --- | --- |
| México    | 2  | 2 | 0 | 0 | 143 | 0   |
| Italia    | 2  | 1 | 1 | 0 | 28  | 61  |
| Finlandia | 2  | 0 | 2 | 0 | 7   | 117 |

#### Resultados
- Italia 28-7 Finlandia
- México 89-0 Finlandia
- México 54-0 Italia

### Grupo B

#### Posiciones finales
| Equipo    | PJ | G | P | E | PF | PC |
| --------- | -- | - | - | - | -- | -- |
| Japón     | 2  | 2 | 0 | 0 | 82 | 7  |
| Suecia    | 2  | 1 | 1 | 0 | 29 | 34 |
| Australia | 2  | 0 | 2 | 0 | 6  | 76 |

#### Resultados
- Suecia 22-6 Australia
- Japón 28-7 Suecia
- Japón 54-0 Australia

## Tercer lugar
- Suecia 38-13 Italia

## Final
- Japón 6-0 México

| Campeón Mundial de Fútbol Americano 1999 |
| ---------------------------------------- |
| JAPÓN Primer título                      |